# Нижнесыповское сельское поселение
Нижнесыповское се́льское поселе́ние — муниципальное образование в Уинском районе Пермского края Российской Федерации.
Административный центр — село Нижний Сып.

## История
Статус и границы сельского поселения установлены Законом Пермской области от 9 декабря 2004 года № 1870-403 «Об утверждении границ и о наделении статусом муниципальных образований Уинского района Пермской области»

## Население
| 2010 | 2012 | 2013 | 2014 | 2015 | 2016 | 2017 |
| ---- | ---- | ---- | ---- | ---- | ---- | ---- |
| 1002 | ↘952 | ↘910 | ↘906 | ↘899 | ↘898 | ↘893 |
| 2018 | 2019 |      |      |      |      |      |
| ↘891 | ↘885 |      |      |      |      |      |

## Состав сельского поселения
| № | Населённый пункт  | Тип населённого пункта       | Население |
| - | ----------------- | ---------------------------- | --------- |
| 1 | Верхний Сып       | село                         | 409       |
| 2 | Заозеровка        | деревня                      | 0         |
| 3 | Малое Рогожниково | деревня                      | 25        |
| 4 | Нижний Сып        | село, административный центр | 463       |
| 5 | Средний Сып       | деревня                      | 72        |
| 6 | Чесноковка        | деревня                      | 33        |

## Флаг
Флаг утверждён 1 июля 2010 года: «Прямоугольное полотнище зелёного цвета с отношением ширины к длине 2:3, разделённое на две равные части белой волнистой диагональной полосой в 1/4 ширины полотнища, нисходящей от верхнего края к нижнему, и несущее вверху, справа от полосы — изображение трёх полумесяцев, а внизу, слева — трёх падающих капель; изображение выполнено в жёлтом цвете».